# Jonas Eriksson (Schiedsrichter)

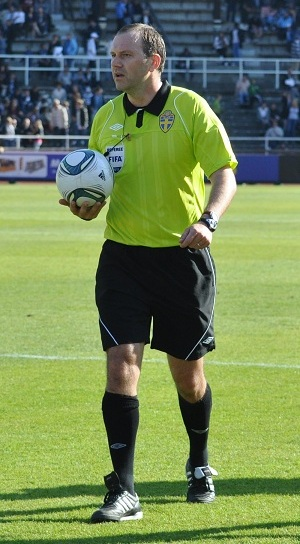
Jonas Eriksson (Mai 2011)

Jonas Eriksson (* 28. März 1974 in Luleå) ist ein ehemaliger schwedischer FIFA-Fußballschiedsrichter.

## Werdegang
Eriksson fing 1994 als Schiedsrichter beim Svenska Fotbollförbundet an. Vier Jahre später kam er zu seinem ersten Einsatz in der zweiten Liga, 2000 debütierte er in der Allsvenskan. Im selben Jahr pfiff er erstmals auf internationaler Ebene, 2002 wurde er FIFA-Schiedsrichter. In den folgenden Jahren kam er bei diversen Europapokalpartien zum Einsatz und leitete Spiele in der Qualifikation zu Europa- und Weltmeisterschaften.
Eriksson betrieb mit zwei Geschäftspartnern eine Sportrechteagentur, an der er mit über zehn Prozent beteiligt war. Als die Agentur im Sommer 2007 für 750 Millionen schwedische Kronen (zirka 85 Millionen Euro) von der französischen Unternehmensgruppe Groupe Lagardère übernommen wurde, erhielt Eriksson einen entsprechenden Anteil. In der Folge gab es ein Medien-Echo, das insbesondere darauf anspielte, dass im Fußball normalerweise nur die Spieler Millionäre seien.
Nachdem er nicht für die Fußball-Weltmeisterschaft 2018 nominiert worden war, kündigte Eriksson im Mai 2018 sein Karriereende als aktiver Schiedsrichter an.

## Besondere Einsätze
Am 20. Dezember 2011 gab die UEFA bekannt, dass Eriksson als einer von zwölf Schiedsrichtern bei der Fußball-Europameisterschaft 2012 zum Aufgebot gehört. Er leitete insgesamt zwei Partien.
Am 30. August 2013 leitete Eriksson die Partie FC Bayern München gegen den FC Chelsea in Prag im UEFA Super Cup, das der deutsche Vertreter im Elfmeterschießen gewann. In der Folge sah er sich mit Kritik seitens José Mourinhos, des Trainers der unterlegenen englischen Mannschaft, konfrontiert.
Nachdem Eriksson bereits im Rahmen der UEFA-Qualifikation zur Weltmeisterschaftsendrunde 2014 Spiele geleitet hatte, betraute der Weltverband ihn mit der Leitung des interkontinentalen Play-off-Spiels zwischen Uruguay und Jordanien, das mit einem 0:0-Unentschieden endete. Er wurde als einer von neun UEFA-Vertretern als Schiedsrichter für die Endrunde im Sommer 2014 in Brasilien nominiert und leitete zwei Spiele der Gruppenphase sowie ein Achtelfinale.
Am 15. Dezember 2015 wurde Eriksson als Schiedsrichter zur Fußball-Europameisterschaft 2016 nominiert. Damit gehört er neben dem deutschen Felix Brych zu den 7 Schiedsrichtern, die auch bei der Fußball-WM 2014 in Brasilien Spiele leiten durften.

### Fußball-Europameisterschaft 2012
| Phase        | Datum         | Spielort | Heimmannschaft | Gastmannschaft | Ergebnis  |
| ------------ | ------------- | -------- | -------------- | -------------- | --------- |
| Gruppenphase | 13. Juni 2012 | Charkiw  | Niederlande    | Deutschland    | 1:2 (0:2) |
| Gruppenphase | 16. Juni 2012 | Warschau | Griechenland   | Russland       | 1:0 (1:0) |

### Fußball-Weltmeisterschaft 2014
| Phase        | Datum         | Spielort  | Heimmannschaft | Gastmannschaft     | Ergebnis        |
| ------------ | ------------- | --------- | -------------- | ------------------ | --------------- |
| Gruppenphase | 16. Juni 2014 | Natal     | Ghana          | Vereinigte Staaten | 1:2 (0:1)       |
| Gruppenphase | 23. Juni 2014 | Brasília  | Kamerun        | Brasilien          | 1:4 (1:2)       |
| Achtelfinale | 1. Juli 2014  | São Paulo | Argentinien    | Schweiz            | 1:0 n. V. (0:0) |

### Fußball-Europameisterschaft 2016
| Phase        | Datum         | Spielort | Heimmannschaft | Gastmannschaft | Ergebnis  |
| ------------ | ------------- | -------- | -------------- | -------------- | --------- |
| Gruppenphase | 12. Juni 2016 | Paris    | Türkei         | Kroatien       | 0:1 (0:1) |
| Gruppenphase | 20. Juni 2016 | Toulouse | Russland       | Wales          | 0:3 (0:2) |
| Halbfinale   | 6. Juli 2016  | Lyon     | Portugal       | Wales          | 2:0 (0:0) |